# Michel Nikita Pfister
Michel Nikita Pfister, né en 1959 à Lausanne, est un musicien, musicothérapeute et enseignant vaudois.

## Biographie
Psychologue, musicothérapeute, spécialiste du hackbrett et de l'accordéon, Nikita Pfister passe son enfance en Afrique, avant de revenir à Lausanne. Il découvre le piano à l'âge de quatorze ans, mais décide de se consacrer aux musiques traditionnelles après avoir entendu un concert d'Alan Stivell en 1975. Guitare, banjo, vielle à roue, il s'initie alors à de nombreux instruments et a le coup de foudre pour l'accordéon diatonique en 1978 et le hackbrett en 1984. Son intérêt pour les instruments de tradition orale et pour la dimension sociétale de la musique se traduit ensuite par une recherche sur ses vertus pour l'individu. Nikita Pfister passe alors une licence en psychologie à l'Université de Lausanne en 1987, avant de se spécialiser dans la musicothérapie, qu'il étudie à l'Université de Montpellier, jusqu'à l'obtention de son diplôme en 1991. En 2016, il obtient avec mention un Master en Music and the Environment, à la University of the Highlands and Islands (Écosse).
Nikita Pfister assiste à plusieurs stages musicaux qui lui permettent de se perfectionner et de se faire connaître comme musicien. Il participe aux Rencontres internationales d'accordéon diatonique en France, où il côtoie notamment Marc Peronne et Riccardo Tesi. Spécialiste des musiques traditionnelles suisses et européennes, il prend part au fil des ans à plusieurs projets comme Bazoche, groupe de folk romand et de spectacles pour enfants ; Les Carottes Sauvages, qui joue des musiques de toute l'Europe jusqu'en 1995 ; Alpbarock, sextette spécialisé dans la musique populaire suisse de l’époque baroque;  Fanakalo, jazz afro-brésilien ; Tsimbl, qui lui permet de visiter la musique des Balkans. Aujourd'hui, il joue avec Filidh Ruadh, le barde roux en gaélique, trio de musique écossaise avec lequel il sort trois albums, dont le dernier Trip to Glenfinnan, en 2016 ; Loch Leman Ceilidh Band, groupe de musique écossaise à vocation dansante ; il joue également avec Follaton, musiques suisse romandes, avec qui il sort un CD en 2017.
Michel Nikita Pfister s'intéresse également au théâtre et à la danse. Il participe d'ailleurs, au début de sa carrière, à l'Atelier de la danse populaire de Paris et anime un atelier de danse folk à Lausanne jusqu'en 1985. Il collabore ensuite en 1991 avec le théâtre Kléber-Méleau dans le spectacle Le puits des Saints, sur une musique composée par Antoine Auberson. Il a participé au spectacle « le Train du Sud » de la Compagnie Mezzaluna, et a composé et joué la musique du spectacle « la Mort-Marraine ». Il organise de nombreux concerts et stages de danse et de musique traditionnelle en Suisse et en Europe. Enfin, Nikita Pfister enseigne l'accordéon diatonique et le hackbrett depuis 1984.
Michel Nikita Pfister exerce aussi ses talents comme musicothérapeute, activité dans laquelle il s'agit d'entrer en relation avec le patient par l’intermédiaire des sons. En tant que tel, il a travaillé depuis 1994 et durant plus de 15 ans avec des personnes dépendantes à la Fondation des Oliviers, au Mont-sur-Lausanne, et s'occupe encore aujourd’hui de personnes handicapées mentales adultes, à la Fondation Eben-Hézer à Lausanne, ainsi qu'à la Castalie à Monthey. Il vit actuellement à Lausanne.

## Sources
- « Michel Nikita Pfister », sur la base de données des personnalités vaudoises sur la plateforme « Patrinum » de la Bibliothèque cantonale et universitaire de Lausanne.
- Filidh Ruadh, Midnight on the Machair, Lausanne, Gallo, 2013, cote BCUL: DCR 13171.